# ترابية الشعر المخمرة
ترابية الشعر المخمرة (بالإنجليزية: Geothrix fermentans)‏ هي نوع من البكتيريا، سلبية الغرام.